# Перья (Франция)
Перья́ (фр. Peyriat) — коммуна во Франции, находится в регионе Рона — Альпы. Департамент — Эн. Входит в состав кантона Изернор. Округ коммуны — Нантюа.
Код INSEE коммуны — 01293.

## География
Коммуна расположена приблизительно в 390 км к юго-востоку от Парижа, в 70 км северо-восточнее Лиона, в 23 км к востоку от Бурк-ан-Бреса.

## Климат
Климат полуконтинентальный с холодной зимой и тёплым летом. Дожди бывают нечасто, в основном летом.

## Население
Население коммуны на 2010 год составляло 171 человек.
| 1962 | 1968 | 1975 | 1982 | 1990 | 1999 | 2010 |
| ---- | ---- | ---- | ---- | ---- | ---- | ---- |
| 97   | 85   | 87   | 120  | 154  | 157  | 171  |

## Администрация
| Период | Период | Фамилия         | Партия        | Примечания |
| ------ | ------ | --------------- | ------------- | ---------- |
| 1947   | 1983   | Альбер Бенуа    |               |            |
| 1983   | 1989   | Мишель Депланш  |               |            |
| 1989   | 2014   | Пьер-Мари Бенуа | Разные правые |            |

## Экономика
В 2010 году среди 115 человек трудоспособного возраста (15—64 лет) 88 были экономически активными, 27 — неактивными (показатель активности — 76,5 %, в 1999 году было 73,1 %). Из 88 активных жителей работали 85 человек (46 мужчин и 39 женщин), безработных было 3 (2 мужчин и 1 женщина). Среди 27 неактивных 10 человек были учениками или студентами, 11 — пенсионерами, 6 были неактивными по другим причинам.